# Biología cuántica
La Biología cuántica es la rama de la [Biología] que estudia procesos que tienen lugar en seres vivos y que se basan en efectos característicos de la Física cuántica tales como la superposición de estados, la coherencia cuántica o el efecto túnel. En cierta forma, la biología cuántica se refiere específicamente a la influencia de los fenómenos cuánticos no triviales,presentes en biología

## Historia

Visualización del efecto túnel.

Los primeros pioneros de la física cuántica vieron aplicaciones de la mecánica cuántica en problemas biológicos. Erwin Schrödinger en su publicación de 1944 «¿Qué es la vida?» reflexionó sobre las posibles aplicaciones de la mecánica cuántica en la biología. Schrödinger también introdujo la idea de un «cuasicristal» que podría contener información genética en su configuración de enlaces químicos covalentes. Además, sugirió que las mutaciones se introducen mediante "saltos cuánticos". Otros pioneros Niels Bohr, Pascual Jordan y Max Delbruck argumentaron que la idea cuántica de la complementariedad era fundamental para las ciencias de la vida. 
En 1963 Per-Olov Löwdin publicó una investigación que señalaba que el efecto túnel del protón sería un mecanismo posible en mutación del ADN. En su artículo, afirmó que existiría un nuevo campo de estudio llamado «biología cuántica».

## Posibles aplicaciones

### Visión
La visión se basa en energía cuantizada para convertir las señales luminosas en un potencial de acción en un proceso llamado fototransducción. En la fototransducción, un fotón interactúa con un cromóforo en un receptor celular de luz. El cromóforo absorbe el fotón y sufre una fotoisomerización. Este cambio en la estructura induce un cambio en la estructura del receptor de luz y las vías de transducción de señal resultantes conducen a una señal eléctrica nerviosa. Sin embargo, la reacción de fotoisomerización se produce a una velocidad muy rápida, <200 fs, con alto rendimiento. Los modelos sugieren el uso de efectos cuánticos en la conformación del estado fundamental y de los potenciales de estado excitados para lograr esta eficiencia.

### Magnetorrecepción en aves

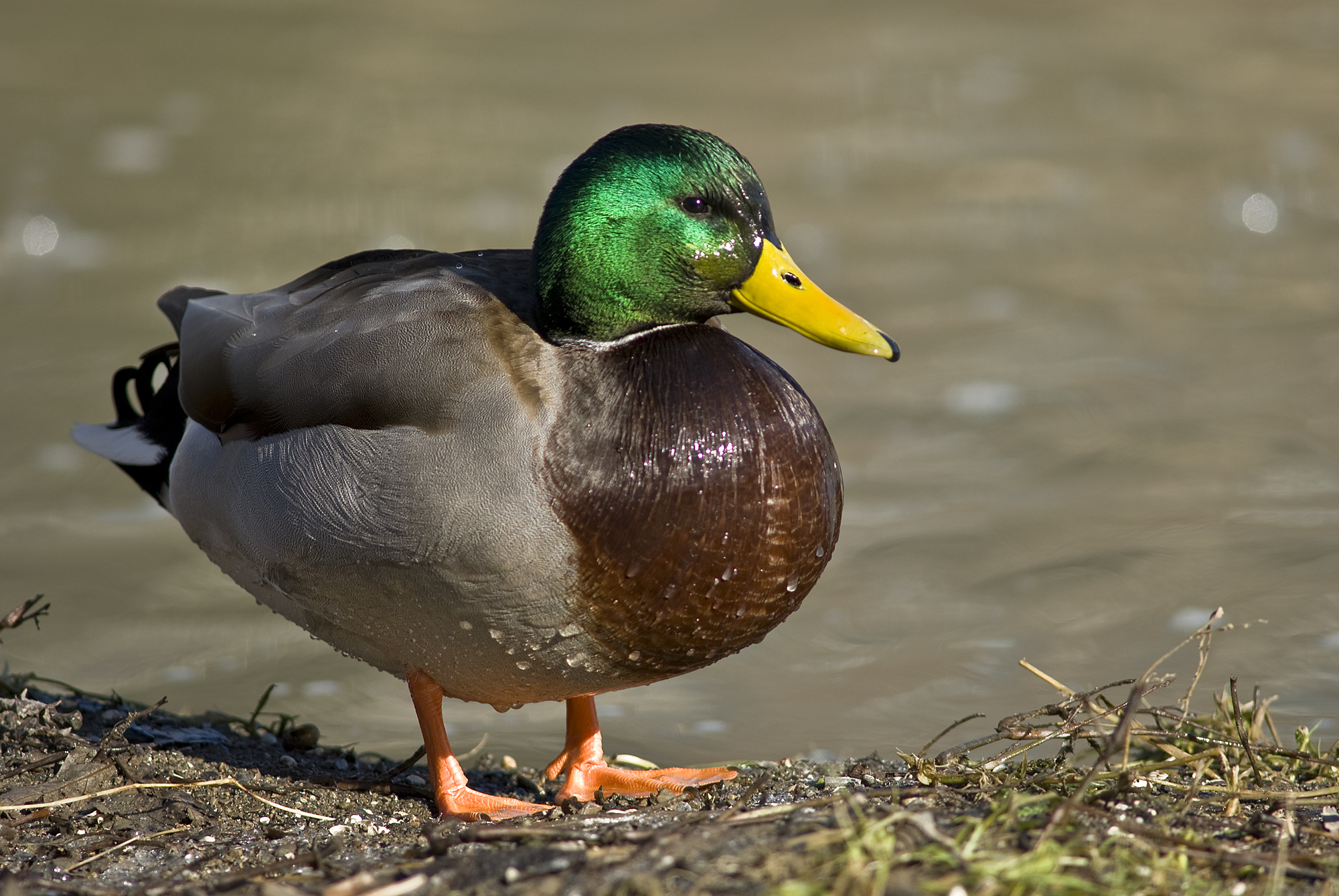
Pato Mallard, utiliza la magnetorrecepción para ubicarse en sus viajes migratorios

La orientación en aves migratorias es un fenómeno complejo que implica la combinación de todo tipo de pistas sensoriales. Uno de los recursos disponibles para las aves es la detección del campo magnético (magnetorrecepción). El mecanismo de este fenómeno todavía no está completamente descrito, pero los resultados experimentales avalan dos posibilidades no excluyentes:
- la detección magnética, mediante pequeños cristales de magnetita
- la detección fotoquímica, en la que participa un radical mediante un mecanismo que implica coherencia cuántica de un espín electrónico.

Este segundo mecanismo es precisamente el candidato sobre el que existe más consenso en la comunidad científica en cuanto a su naturaleza de biología cuántica. Es decir: las aves migran apoyándose, entre otras ayudas, en una reacción química en la que participa la luz y en la que el efecto que les permite orientarse sería imposible de explicar sin tener en cuenta efectos de la mecánica cuántica.

## Otros fenómenos
En el último capítulo del libro Quantum Aspects of Life (Aspectos cuánticos de la vida), titulado Non-trivial Quantum Effects in Biology: A Skeptical Physicist’s View (Efectos cuánticos no triviales en Biología: el punto de vista de un físico escéptico), Howard M. Wiseman y Jens Eisert diferencian entre efectos cuánticos reales -o al menos plausibles- entre los que destacan excitaciones coherentes de biomoléculas ,, efecto túnel cuántico de protones , fuerzas de van der Waals, dinámicas ultrarápidas a través de intersecciones cónicas , y túnel cuántico de electrones asistido por fonones como base del sentido del olfato y otros más exóticos, no probados, y a su juicio implausibles, entre los que destacan el comienzo cuántico de la vida, computación cuántica en el cerebro, computación cuántica en la genética y conciencia cuántica.